# Monkey on My Back
Monkey on My Back är en låt av Aerosmith skriven av Steven Tyler och Joe Perry. Låten släpptes som sjätte och sista singel från albumet Pump. Sången var en av de två låtar bandet spelade i Saturday Night Live 1990 tillsammans med Janie's Got a Gun och fanns även med på Pump Tour och på livealbumet A Little South of Sanity från 1998.